# Palais de la musique et des congrès
Il Palais de la musique et des congrès è una sala multifunzionale, utilizzabile per spettacoli musicali e come centro congressi, sita nel distretto di Wacken a Strasburgo, nei pressi del quartiere delle istituzioni europee. La sala è sede dell'Orchestra filarmonica di Strasburgo dal 1975.

## Storia
Nel 1962, la sede storica della filarmonica, il Palais des Fêtes, stava iniziando ad invecchiare. La città, inoltre, non aveva un vero e proprio centro congressi. Il sindaco, Pierre Pflimlin si rivolse al famoso architetto, Le Corbusier per un progetto. Le Corbusier iniziò a lavorare sul progetto e realizzò delle bozze e un modello in legno, ma morì prima che potesse fornire un progetto definitivo. Questa era la seconda volta che Le Corbusier aveva provato a realizzare un edificio a Strasburgo senza successo, dopo un tentativo nel 1951.
Il Palais de la musique et des congrès, nella sua prima forma, venne costruito tra il 1973 e il 1975 in uno stile e forma molto diverso da quello fatto intravedere da Le Corbusier. L'edificio di forma esagonale e relativamente basso fu uncentrato attorno all'auditorium principale, di 1 870 m², la Salle Érasme (ora dotata di 1 950 posti dopo la ristrutturazione). Nel 1989, venne aggiunta una nuova ala, comprendente un secondo auditorium di 1 000 m², la Salle Schweitzer (ora con 893 posti dopo la ristrutturazione).
Tra il 2012 ed il 2016, specialmente nel 2013–2015, l'edificio è stato completamente ristrutturato e modernizzato, aggiungendo una nuova ala di 8 000 m² per ampliare la capienza delle sale già esistenti. La superficie completa dell'edificio è stata portata a 34 000 m².
Il Palais de la musique et des congrès ospita più di 300 eventi all'anno (concerti compresi).